# Mergus octosetaceus
El pato serrucho o serreta brasileña (Mergus octosetaceus) es una especie de ave anseriforme de la familia Anatidae propia de Sudamérica. Es un pato desconfiado que se zambulle rápidamente. Se posa en piedras sobre el agua. Es esbelto y recuerda al biguá (Phalacrocorax brasilianus). 

## Características físicas
Presenta un largo copete nucal; tiene la cabeza y el fino cuello negruzcos, dorso pardo oscuro, amplio espejo alar blanco, más notable en vuelo. Tiene el vientre barreado de color pardo ocráceo. Pico largo y fino de color negro.Y tiene las patas rojizas.

## Hábitat y reproducción
Su hábitat de cría son los ríos poco profundos, rápidos, fluidos en el sur y centro de Brasil y este de Paraguay . En Argentina está presente en la provincia de Misiones solamente. Anidan en las cavidades de un árbol y posiblemente en las cavidades de piedras. Comen peces principalmente, anguilas pequeñas, larvas de insectos, y caracoles.

## Estado de conservación
Esta especie está en peligro crítico de extinción. Los poblaciones se han reducido debido a ríos contaminados por destrucción del bosque y la agricultura. La población actual se estima a menos de 250 parejas.
El Mergus octosetaceus fue declarado monumento natural de la provincia de Misiones en Argentina mediante la ley n.º 3320 sancionada el 22 de agosto de 1996.